# 엔가루정
엔가루정(일본어: 遠軽町)은 일본 홋카이도 오호츠크 종합진흥국(구 아바시리 지청) 관내의 중앙에 위치한 상업·임업·농업이 번성한 정이다.
정명의 유래는 정의 상징인 간보암(瞰望岩)을 가리키는 아이누어로 ‘인가르시’(インガルシ, 전망이 좋은 곳)이다. 2005년 10월 1일에 이쿠타하라정·마루셋푸정·시라타키촌과 합병해 새로운 엔가루정이 탄생했다. 이 합병으로 비호로정을 제치고 오호츠크 관내 최대의 정이 되었다.
근래에는 초가을에 1,000만 개의 꽃이 피는 일본 최대급 코스모스 공원을 조성해 관광에도 힘을 쏟고 있다. 9월 상순부터 하순에 걸쳐 가볼 만하다.

## 지리
홋카이도 내의 시정촌 면적에서는 기타미시, 아쇼로정, 구시로시에 뒤이어 4번째로 넓다. 오호츠크해형 기후와 분지 모양의 지형 때문에 연중 한난의 차이가 크다. 매년 5월부터 6월의 초여름에는 푄 현상으로 기온이 30도를 넘는 날이 있지만 7월 하순부터 8월에 걸쳐 오호츠크해 고기압의 정체로 저온 상태가 계속되는 날도 많다. 엄동기에는 영하 20도를 밑돌기도 해 고지에서는 오호츠크해에서 유빙의 모습을 볼 수 있다.
| 엔가루정의 기후                                              | 엔가루정의 기후 | 엔가루정의 기후 | 엔가루정의 기후 | 엔가루정의 기후 | 엔가루정의 기후 | 엔가루정의 기후 | 엔가루정의 기후 | 엔가루정의 기후 | 엔가루정의 기후 | 엔가루정의 기후 | 엔가루정의 기후 | 엔가루정의 기후 | 엔가루정의 기후 |
| 월                                                           | 1월             | 2월             | 3월             | 4월             | 5월             | 6월             | 7월             | 8월             | 9월             | 10월            | 11월            | 12월            | 연간            |
| ------------------------------------------------------------ | --------------- | --------------- | --------------- | --------------- | --------------- | --------------- | --------------- | --------------- | --------------- | --------------- | --------------- | --------------- | --------------- |
| 역대 최고 기온 °C (°F)                                       | 9.8 (49.6)      | 12.0 (53.6)     | 20.0 (68.0)     | 30.9 (87.6)     | 37.7 (99.9)     | 36.9 (98.4)     | 36.4 (97.5)     | 36.6 (97.9)     | 33.3 (91.9)     | 27.8 (82.0)     | 22.8 (73.0)     | 16.6 (61.9)     | 37.7 (99.9)     |
| 일평균 최고 기온 °C (°F)                                     | −2.3 (27.9)     | −1.6 (29.1)     | 3.0 (37.4)      | 10.6 (51.1)     | 17.3 (63.1)     | 20.6 (69.1)     | 24.2 (75.6)     | 25.2 (77.4)     | 21.7 (71.1)     | 15.4 (59.7)     | 7.5 (45.5)      | 0.2 (32.4)      | 11.8 (53.3)     |
| 일일 평균 기온 °C (°F)                                       | −8.0 (17.6)     | −7.7 (18.1)     | −2.4 (27.7)     | 4.6 (40.3)      | 10.7 (51.3)     | 14.6 (58.3)     | 18.6 (65.5)     | 19.7 (67.5)     | 15.7 (60.3)     | 9.0 (48.2)      | 2.2 (36.0)      | −5.0 (23.0)     | 6.0 (42.8)      |
| 일평균 최저 기온 °C (°F)                                     | −14.7 (5.5)     | −15.2 (4.6)     | −8.7 (16.3)     | −1.4 (29.5)     | 4.4 (39.9)      | 9.4 (48.9)      | 14.0 (57.2)     | 15.3 (59.5)     | 10.4 (50.7)     | 3.3 (37.9)      | −2.8 (27.0)     | −10.8 (12.6)    | 0.3 (32.5)      |
| 역대 최저 기온 °C (°F)                                       | −29.2 (−20.6)   | −29.5 (−21.1)   | −26.2 (−15.2)   | −18.1 (−0.6)    | −5.0 (23.0)     | −0.6 (30.9)     | 3.7 (38.7)      | 5.6 (42.1)      | 0.7 (33.3)      | −5.2 (22.6)     | −16.6 (2.1)     | −23.9 (−11.0)   | −29.5 (−21.1)   |
| 평균 강수량 mm (인치)                                        | 53.4 (2.10)     | 34.0 (1.34)     | 34.6 (1.36)     | 42.4 (1.67)     | 56.1 (2.21)     | 66.3 (2.61)     | 109.3 (4.30)    | 135.9 (5.35)    | 123.1 (4.85)    | 88.2 (3.47)     | 55.0 (2.17)     | 62.3 (2.45)     | 870.6 (34.28)   |
| 평균 강설량 cm (인치)                                        | 144 (57)        | 119 (47)        | 103 (41)        | 26 (10)         | 2 (0.8)         | 0 (0)           | 0 (0)           | 0 (0)           | 0 (0)           | 0 (0)           | 25 (9.8)        | 112 (44)        | 531 (209)       |
| 평균 강수일수 (≥ 1.0 mm)                                     | 10.7            | 9.7             | 9.8             | 9.2             | 9.5             | 9.8             | 11.1            | 11.8            | 11.0            | 10.1            | 10.1            | 10.8            | 123.6           |
| 평균 강설일수 (≥ 3 cm)                                       | 14.6            | 13.1            | 12.4            | 3.0             | 0.2             | 0               | 0               | 0               | 0               | 0               | 2.6             | 11.9            | 57.8            |
| 평균 월간 일조시간                                           | 85.1            | 102.2           | 141.6           | 165.4           | 174.7           | 156.9           | 150.0           | 142.9           | 155.2           | 148.0           | 111.3           | 89.7            | 1,626.3         |
| 출처: 일본 기상청 (평년값: 1991년~2020년, 극값: 1978년~현재) |                 |                 |                 |                 |                 |                 |                 |                 |                 |                 |                 |                 |                 |

## 역사
- 1919년 - 몬베쓰군 가미유베쓰촌(현 가미유베쓰정)에서 분리되어 엔가루촌이 탄생하였고 2급 정촌제를 시행하였다.
- 1925년 - 엔가루촌에서 이쿠타하라촌이 분리되었다.
- 1934년 - 엔가루촌이 정으로 승격해 엔가루정이 되었고 1급 정촌제를 시행하였다.
- 1946년 - 엔가루정에서 마루셋푸촌, 시라타키촌이 분리되었다.
- 1953년 - 마루셋푸촌이 정으로 승격해 마루셋푸정이 되었다.
- 1954년 - 이쿠타하라촌이 정으로 승격해 이쿠타하라정이 되었다.
- 2005년 - 구 엔가루정, 이쿠타하라정, 마루셋푸정, 시라타키촌 등 3정 1촌이 대등 합병해 새로운 엔가루정이 형성되었다.

## 경제
엔가루역은 구 나요로 본선과 세키호쿠 본선의 교점으로 예로부터 교통의 요충지였다. 인구는 몬베쓰시보다 약간 적지만, 도시 기능은 몬베쓰와 거의 동등한 규모를 가진다.

## 교통

### 철도
- 홋카이도 여객철도 세키호쿠 본선

### 도로
- 국도 242호선
- 국도 333호선(일본어판)